# Gouvernement ʿAdan

Bis 2004 gehörte Sokotra zum Gouvernement ʿAdan

ʿAdan (arabisch عدن, DMG ʿAdan, im Deutschen auch Aden) ist eines der 22 Gouvernements des Jemens. Es liegt im Süden des Landes.
ʿAdan hat eine Fläche von 1.114 km² und ca. 863.000 Einwohner (Stand: 2017). Das ergibt eine Bevölkerungsdichte von 775 Einwohnern pro km².
Bis 2004 war die Inselgruppe Sokotra Teil des Gouvernements ʿAdan, dann wurde sie dem Gouvernement Hadramaut angegliedert, und ist seit Dezember 2013 ein eigenes Gouvernement Sokotra.
Die Insel Perim gehört nach wie vor zum Gouvernement ʿAdan, und zwar zum Distrikt al-Muʿalla. Damit sind die Gebietsteile des Distrikts Mualla 170 Kilometer voneinander entfernt, und die Gebietsteile des Gouvernements immer noch rund 80 Kilometer.

## Verwaltungsgliederung
Das Gouvernement ʿAdan gliedert sich in acht Distrikte: